# Wojna hiszpańsko-marokańska
Wojna hiszpańsko-marokańska – konflikt zbrojny między tymi państwami, który rozgrywał się w latach 1859–1860.
Napięcie między Hiszpanią a Marokiem rozpoczęło się od ataku rifeńskich piratów na statek „San Jose”. Bezpośrednim powodem wypowiedzenia wojny przez Hiszpanię w dniu 22 października 1859 r. były ataki muzułmańskiego plemienia Andżera na hiszpańską enklawę Ceuta znajdującą się na terenie Maroka.
Hiszpanie zaatakowali Maroko wysyłając tam armię w sile 48 tys. ludzi pod osobistym dowództwem premiera Leopolda O'Donnella. Walki ułożyły się po myśli Hiszpanów, a zwycięstwo generała Juana Prima y Pratsa i opanowanie Tetuanu 6 lutego 1860 r. utwierdziło ich militarne zwycięstwo.
Przed Hiszpanami stanęły jednak problemy finansowe związane z wydatkami wojennymi oraz epidemia cholery dziesiątkująca jej armię. Maroko rozdarte wojnami plemiennymi nie było w stanie wykorzystać sytuacji. Dopiero pod naciskiem Brytyjczyków doszło dnia 26 kwietnia 1860 r. do podpisania układu pokojowego. Hiszpanie otrzymali odszkodowanie wojenne, a do czasu ich spłat mieli prawo okupować miasto Tanger. Ich enklawy Ceuta i Melilla zostały nieznacznie powiększone, mogli też założyć faktorię handlową na Przylądku Juby. Straty obu stron w konflikcie to 10000 po stronie hiszpańskiej (z czego 4000 to ofiary cholery) i 6000 po stronie marokańskiej.